# Dryopteris gymnosora
Dryopteris gymnosora là một loài thực vật có mạch trong họ Dryopteridaceae. Loài này được (Makino) C. Chr. miêu tả khoa học đầu tiên năm 1905.